# Kralev dol
Kralev dol (bulgariska: Кралев дол) är ett distrikt i Bulgarien.   Det ligger i kommunen Obsjtina Pernik och regionen Pernik, i den västra delen av landet, 25 km sydväst om huvudstaden Sofia.
Omgivningarna runt Kralev dol är en mosaik av jordbruksmark och naturlig växtlighet. Runt Kralev dol är det ganska tätbefolkat, med 199 invånare per kvadratkilometer.